# Coriano

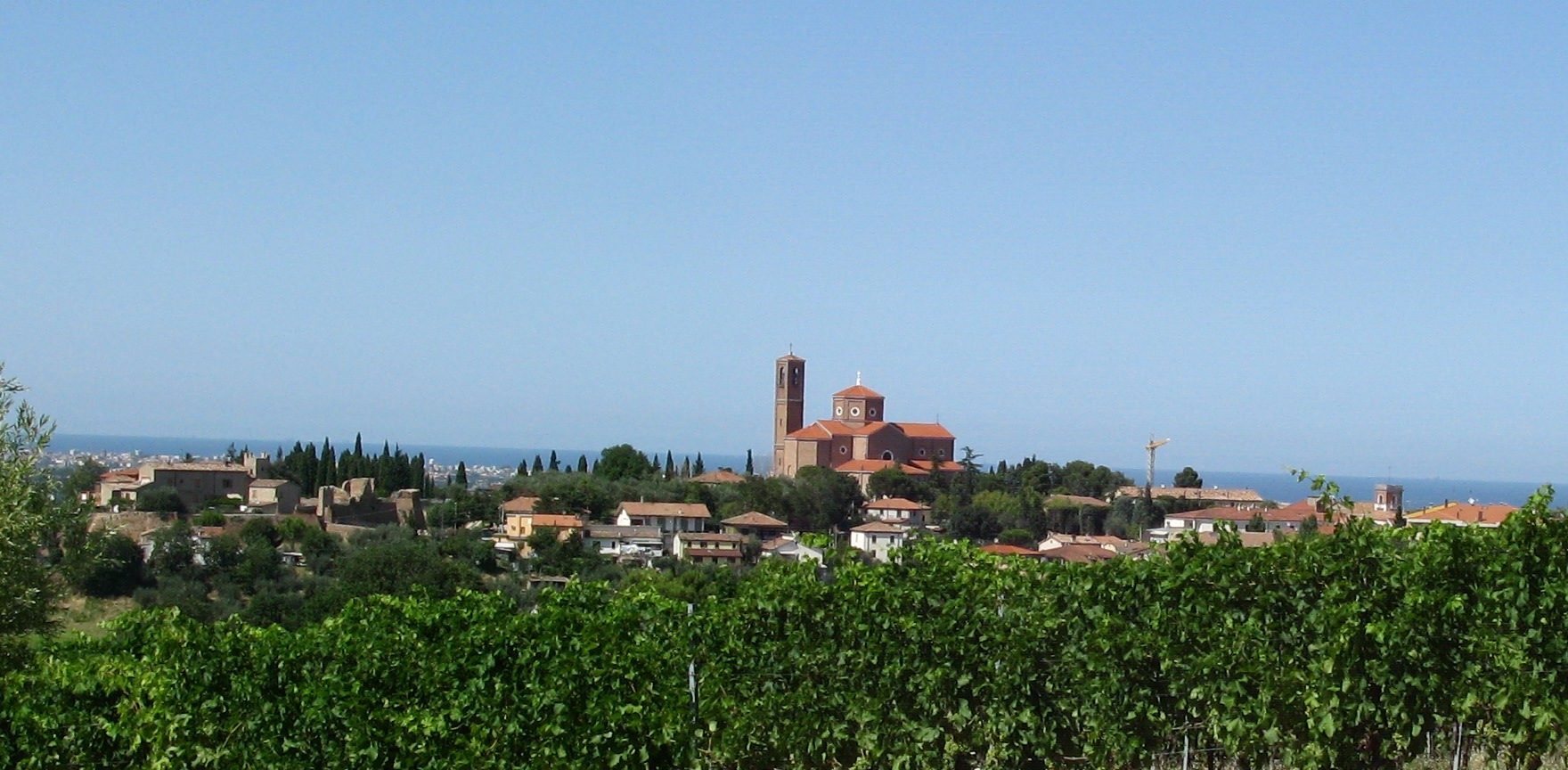
Coriano

Coriano là một đô thị ở tỉnh Rimini. Năm 2007 Coriano có dân số khoảng 9.733 người.

## Cácfrazioni
- Coriano (Pedrolara và Passano)
- Sant'Andrea in Besanigo (Puglie)
- Ospedaletto (Pian della Pieve, San Patrignano, Fienile, Monte Tauro, Vecciano, Vallecchio, Cavallino)
- Cerasolo (Cerasolo Ausa)
- Mulazzano.